# Liotryphon caudatus
Liotryphon caudatus är en stekelart som först beskrevs av Julius Theodor Christian Ratzeburg 1848.  Liotryphon caudatus ingår i släktet Liotryphon och familjen brokparasitsteklar. Enligt den finländska rödlistan är arten nära hotad i Finland. Arten är reproducerande i Sverige. Artens livsmiljö är skogar. Inga underarter finns listade i Catalogue of Life.